# Document niedermünster

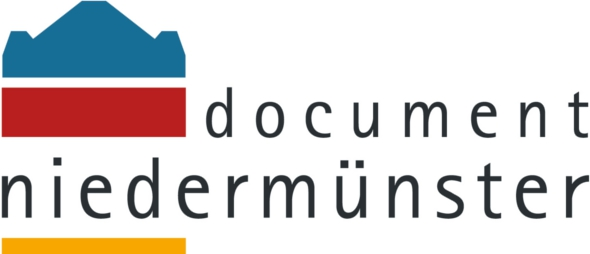
Logo

Das document niedermünster ist eine fotorealistische, dreidimensionale Rekonstruktion der Siedlungs- und Baugeschichte des Areals, das sich unter der romanischen Niedermünsterkirche in Regensburg aus dem 12. Jahrhundert befindet.

## Dokumentation

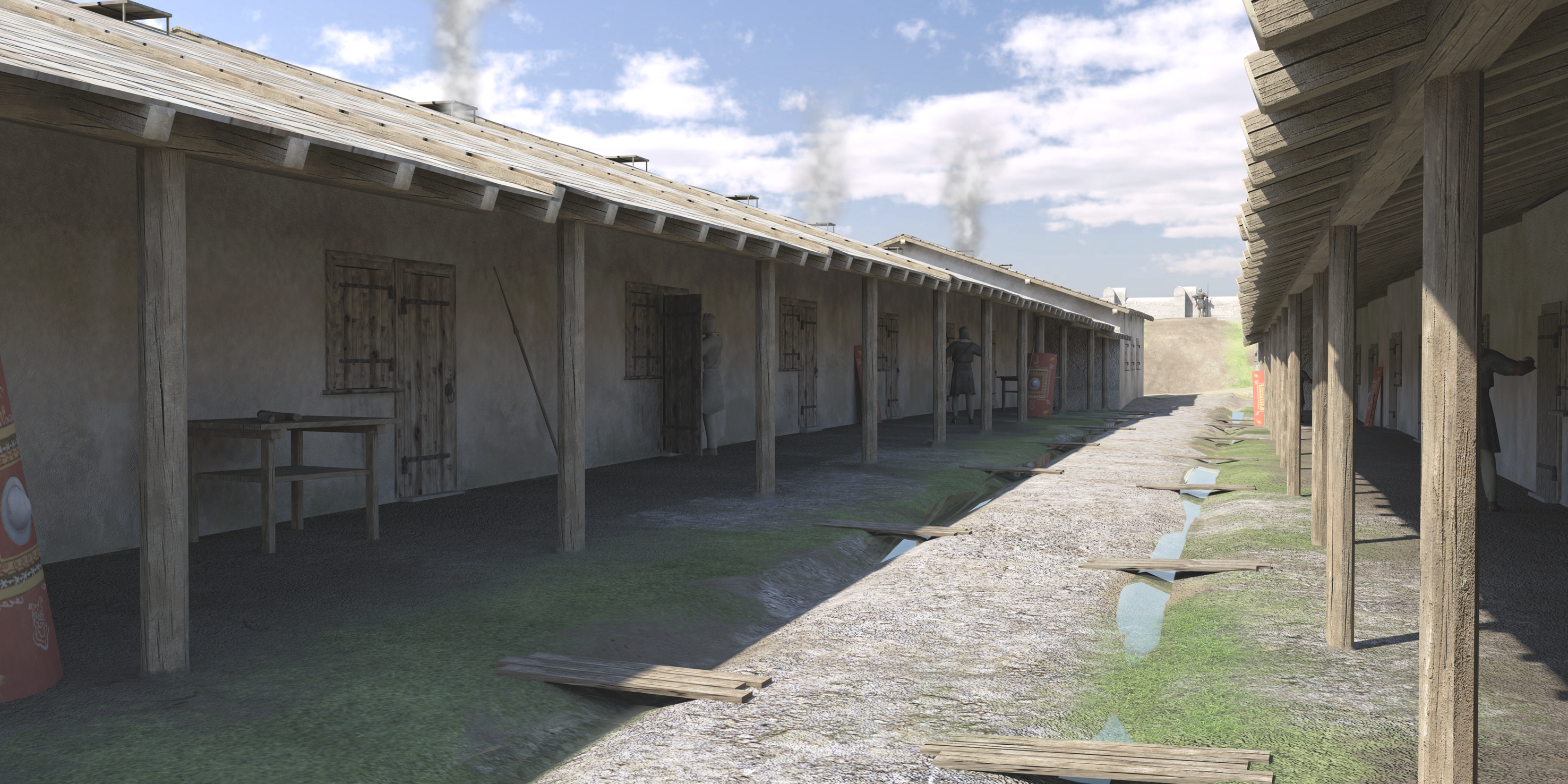
Fotorealistische Nachbildung der Baracken, der im Castra Regina stationierten Legion

Sie zeigt den Originalbefund des römischen Regensburg mit dem Lager der Legio III Italica, den ersten sakral genutzten Bau aus römischem Steinmaterial, die Kirchenbauten der Karolingerzeit sowie der Ottonik, die Herzogsgräber und die Grabstelle des Heiligen Erhard im Vergleich mit dem realen Gang durch die Ausgrabungen. Der Zugang ist nur mit Führung möglich.

## Geschichte
Beim Einbau einer Fußbodenheizung wurde von 1963 bis 1969 eine der größten Kirchengrabungen Deutschlands durchgeführt. Die dabei aufgedeckten Befunde zeigen historischer Schichten und Bauten auf 5 m Mächtigkeit.
Das Ausgrabungsgebiet unter dem Niedermünster gilt als der einzige Platz in Bayern, in dem bauliche Zeugen vom Römerlager über die karolingische Pfalz der Agilolfinger bis hin zum ottonischen Damenstift auf engstem Raum erhalten sind. Es ist ein dreidimensionales Geschichtsbuch der Stadt.

### Römer in Regensburg

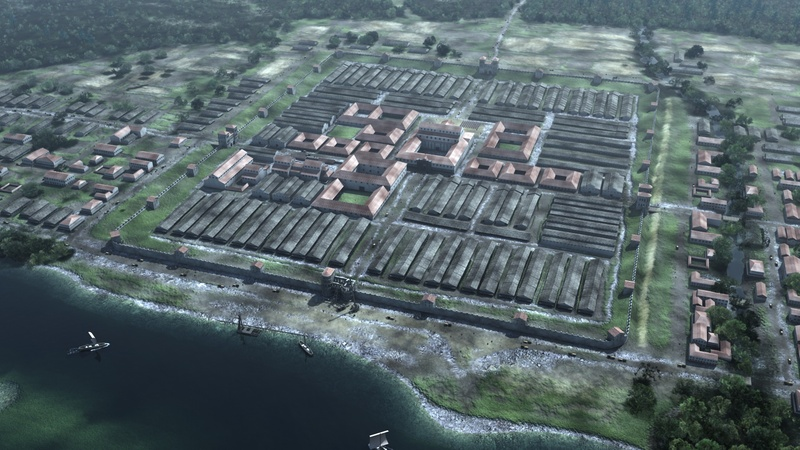
Fotorealistische Rekonstruktion des „Castra Regina“

Im Jahre 179 bezog die dritte italische Legion mit 6000 Soldaten an der Donau ihr neues Lager, „Castra Regina“, das von einer 2000 Meter langen Quadermauer mit 22 Türmen und vier monumentalen Toren umwehrt war. Im frühen 5. Jahrhundert zogen die römischen Truppen aus Regensburg ab.

### Die Bajuwaren
Die Bajuwaren traten ihr Erbe an. Die römischen Mauern wurden zum Teil genutzt, um hier die erste von einem Friedhof umgebene Kirche zu bauen. Sie gehörte als Pfalzkapelle zum nahe gelegenen Hof des Herzogs Theodo von Baiern, der um 717/18 starb und im Chor der Kirche bestattet wurde. Nach 700 fand der 1052 heiliggesprochene Bischof Erhard von Regensburg aus dem Frankenreich an der Nordwand der Pfalzkapelle in einer Grablege aus Tuffplatten, verschlossen mit einem römischen Sarkophagdeckel, seine letzte Ruhestätte. Der Standort seines Grabes bleibt bei sämtlichen späteren Neubauten der Kirche unangetastet, „wuchs“ allerdings mit dem Bodenniveau nach oben.

## Objekte

### Pfalzkapelle

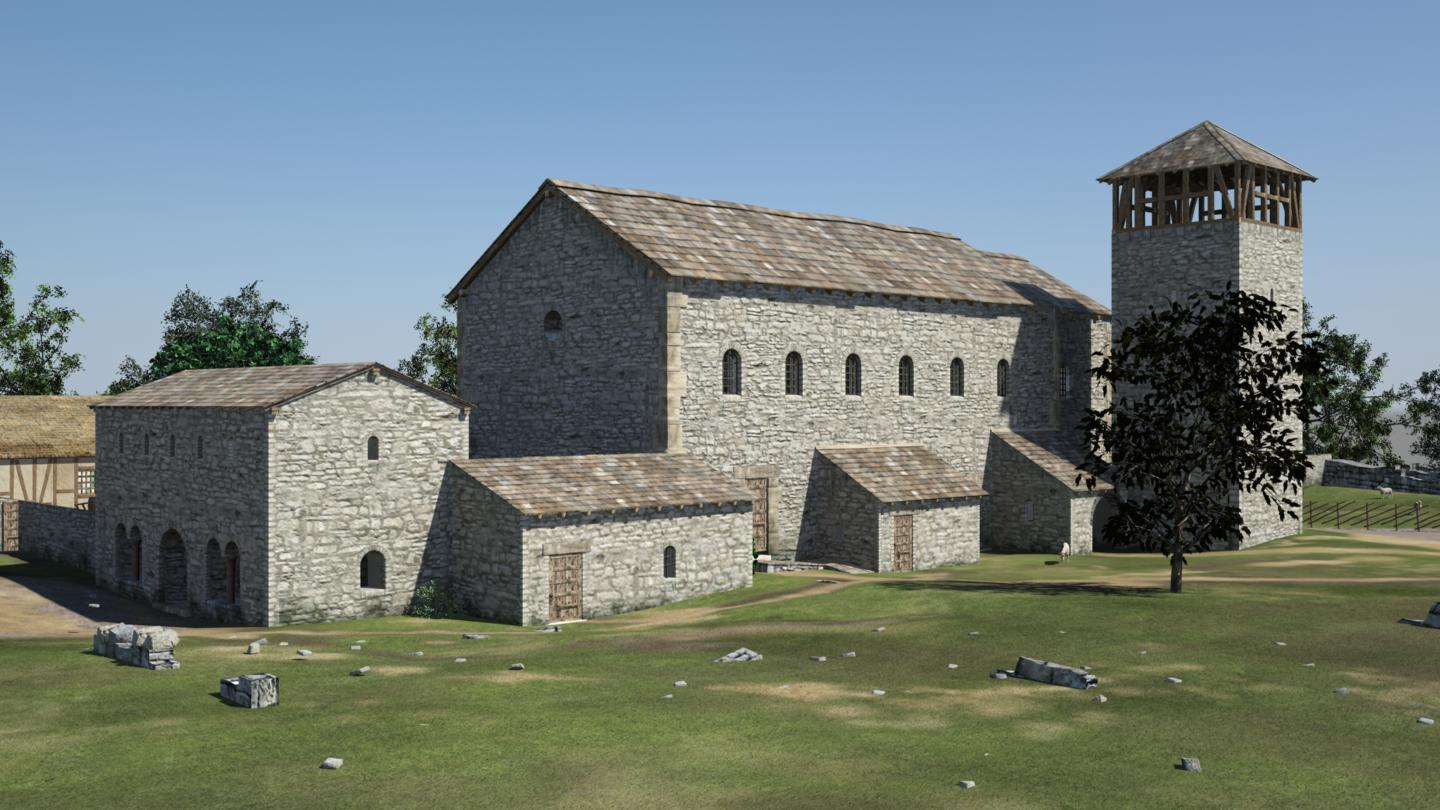
Fotorealistische Rekonstruktion der Pfalzkapelle

Die Pfalzkapelle wurde im 9. Jahrhundert zum Gotteshaus für die adeligen Damen des neu gegründeten Stifts Niedermünster umgebaut, das innerhalb der römischen Lagermauern entsteht. Hier lebten gebildete und selbstbestimmte Frauen in einer geistlichen Gemeinschaft.
Herzog Heinrich I., der jüngere Bruder Kaiser Ottos des Großen, und seine Frau Judith veranlassten einen vollständigen Neubau des Niedermünsters. 955 wurde Heinrich vor dem Hauptchor dieser dreischiffigen Basilika beigesetzt. Seine Witwe leitete als Äbtissin das Damenstift, eines der bedeutendsten in Deutschland. Judith wurde im Niedermünster bestattet. Ebenso ihre Schwiegertochter Gisela von Burgund, Mutter von zwei berühmten Kindern: Königin Gisela von Ungarn und Kaiser Heinrich II.

### Grab des heiligen Erhard

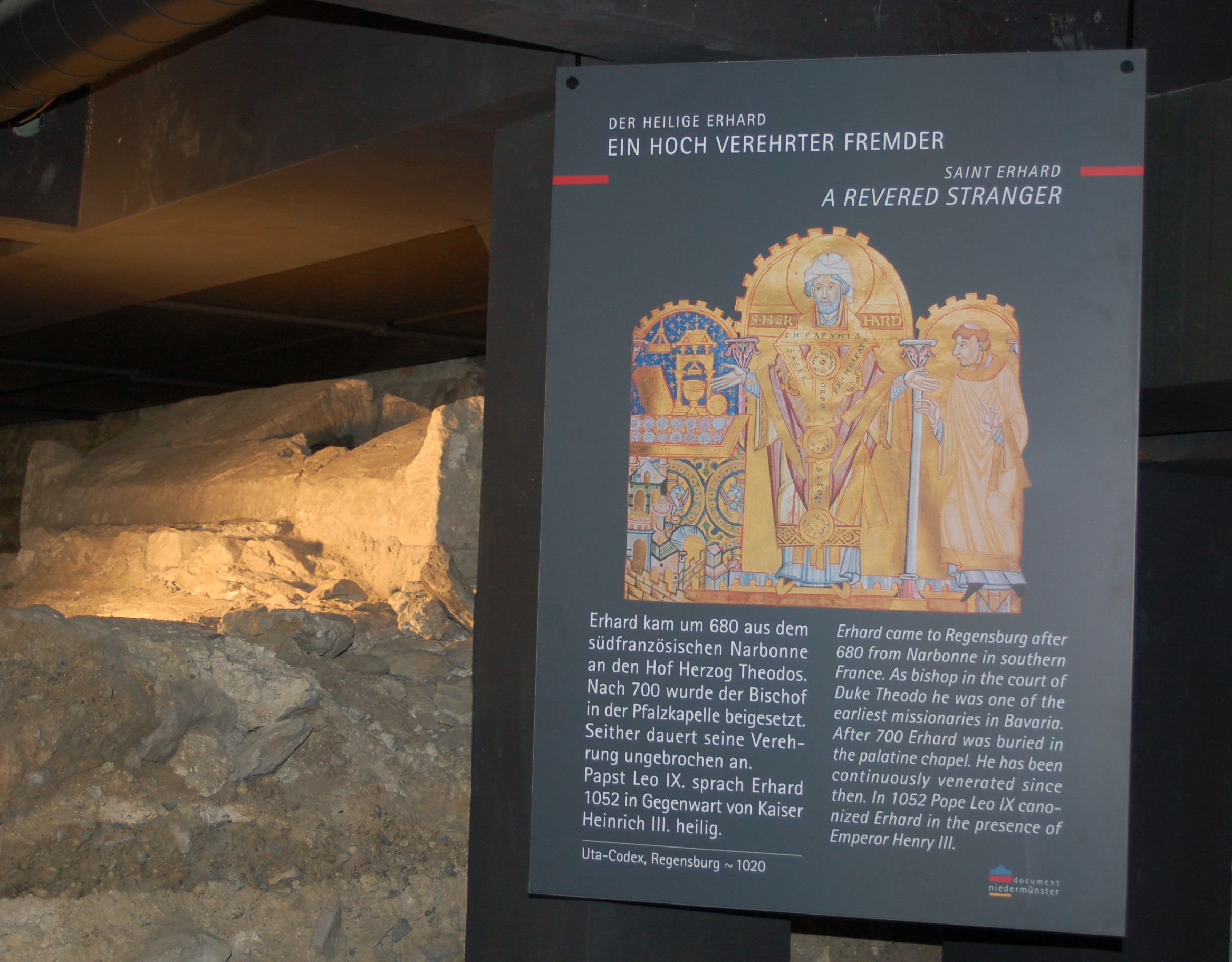
Grab des hl. Erhard

Der heilige Erhard zählt zu den Wanderbischöfen ohne Bistum und Sprengel. Dieser fränkische Missionsbischof wirkte am bajuwarischen Herzogshof in Regensburg und fand im Niedermünster seine letzte Ruhestätte in einem Grab aus wiederverwendeten römischen Tuffplatten und einem Sarkophagdeckel († um 715). Seine Identität ist aufgrund der ununterbrochenen Verehrung bis in heutige Zeit nicht anzuzweifeln. In einzigartiger Weise wird hier der mittelalterliche Erhebungsvorgang vor Augen geführt. Bei der kanonischen Heiligsprechung Erhards durch Papst Leo IX. im Jahre 1052 öffnete man den Kirchenboden gezielt über dem Grab und hob den Sarkophagdeckel auf das Niveau des Kirchenbodens an, indem man die Grabwände bis zu dieser Höhe aufmauerte. Somit wurde das Erhardgrab in der ottonischen Kirche sichtbar und blieb es durch alle Bauphasen bis heute.

### Herzogsgräber

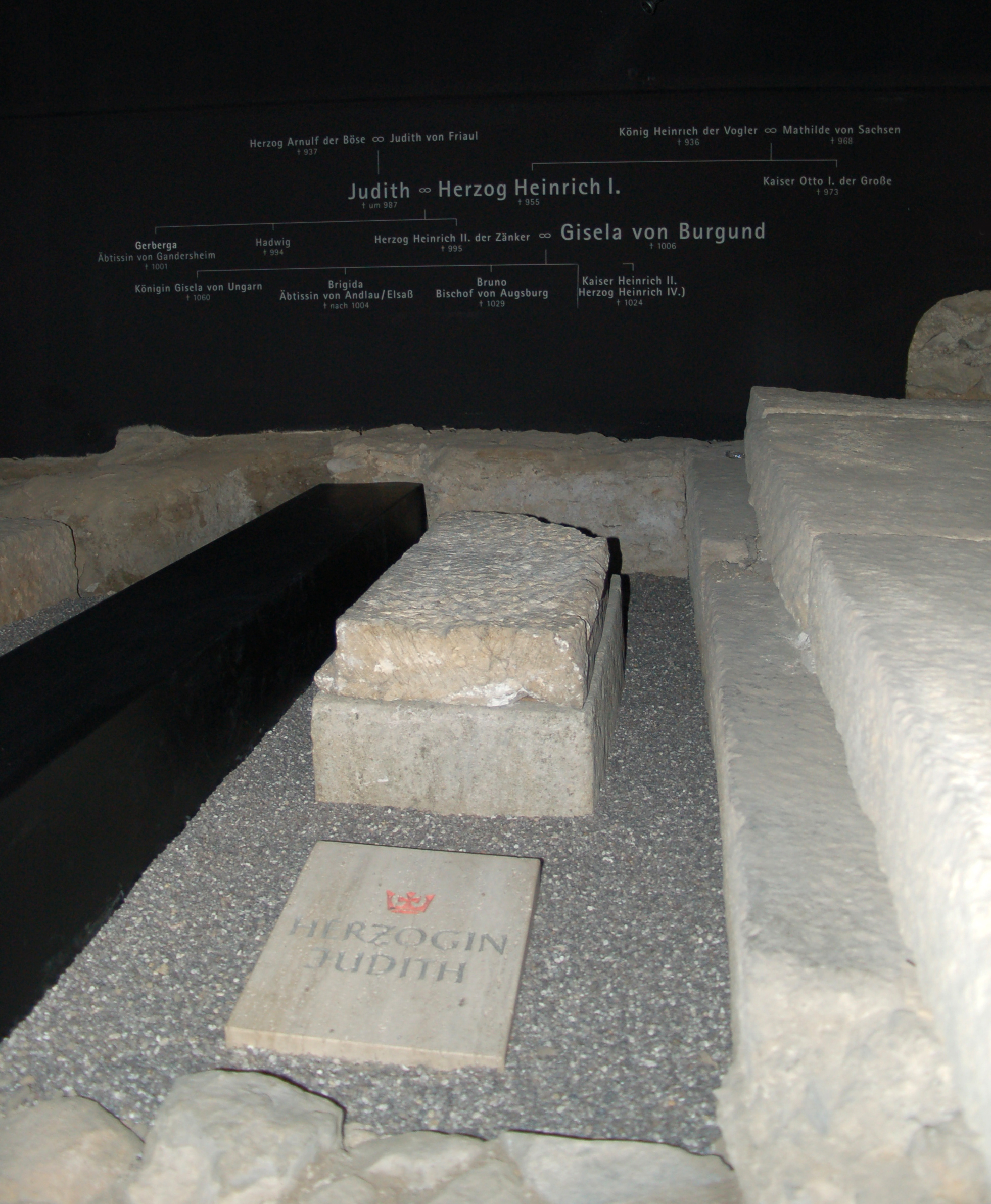
Herzogsgräber im Niedermünster

Der Kalksteinsarkophag Heinrichs, ein Bruder Ottos des Großen, liegt in direktem axialen Bezug zu den älteren Herzogsgräbern an der Südwand des karolingischen Chores. Seine Frau Judith, eine Tochter Herzog Arnulfs, wurde an seiner Seite in einer gemauerten Grabkammer bestattet. Daneben fand ein weiteres Familienmitglied in einem zweitverwendeten römischen Sarkophag seine letzte Ruhe. Ihre Schwiegertochter Gisela von Burgund wurde vor der südlichen Apsis beigesetzt. Ihr wird das Giselakreuz – gestiftet von ihrer Tochter Gisela von Bayern und Königin von Ungarn – zugeschrieben.
Durch diese herzogliche Familiengrablege war das Niedermünster vor allen anderen Regensburger Kirchen herausgehoben. Judith wird heute noch als Neubegründerin des Niedermünsterstiftes, dem sie zeitweise vorstand, geehrt. Diese Verehrung führte zur Öffnung des Grabes und der Umbettung ihrer Gebeine in die jetzige romanische Kirche.